# Zaklantaarn

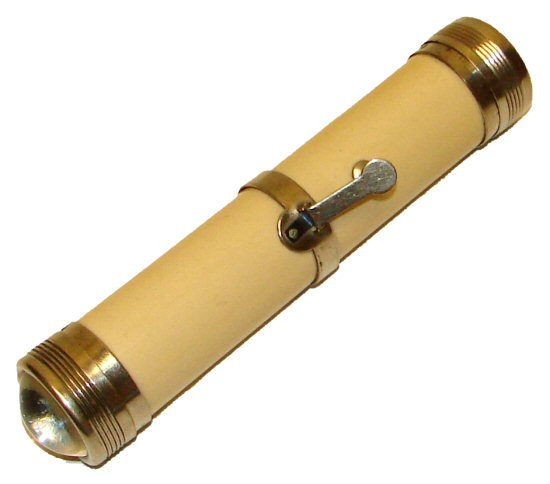
De Eveready van de Britse uitvinder David Misell anno 1899

Een zaklantaarn of zaklamp is een draagbare lichtbron die op batterijen werkt.

## Omschrijving
Meestal is de zaklantaarn staafvormig, zodat de benodigde batterijen achter het verlichtingspunt kunnen worden gehuisvest en er een handvat ontstaat. Aan één kant is er de lamp met reflector, aan de andere kant bevindt zich een afneembare dop om de batterijen te kunnen vervangen. Halverwege bevindt zich meestal de aan- en uitschakelaar. Door de reflector achter de lamp ontstaat een lichtbundel. Er zijn ook modellen die met een band om het hoofd gedragen kunnen worden en vooral handig zijn als beide handen nodig zijn. Deze worden hoofdlamp genoemd. Dergelijke lampen worden vaak door mijnwerkers gebruikt omdat zij voortdurend in het donker moeten werken. Daarom worden ze ook wel mijnwerkerslamp genoemd.

## Energiebron
De energiebron bestaat meestal uit losse batterijen. Soms wordt een vaste accu gebruikt of is er een soort dynamo aanwezig, zoals bij de knijpkat.
Bij zaklantaarns die een accu hebben, moet de accu opgeladen worden. Het opladen gebeurt meestal met een adapter, maar er zijn ook zaklantaarns die ingebouwde zonnecellen hebben.

## Lamp

### Gloeilamp
De lamp kan een gewone kleine gloeilamp zijn, maar bij duurdere zaklantaarns worden speciale gloeilampen gebruikt die een hoger rendement hebben en helderder licht geven. Deze speciale gloeilampen zijn vaak gevuld met een halogeen, waardoor de levensduur van de gloeidraad wordt verlengd.

### Led
Tegenwoordig worden in zaklampen steeds vaker witte leds gebruikt. Vroeger was het lastig en duur om een led te maken die voldoende wit licht gaf. Tegenwoordig worden leds echter steeds meer gebruikt omdat ze langer meegaan en een hoger rendement hebben dan gloeilampen. De gewenste lichtopbrengst kan verkregen worden door meerdere leds te combineren, met speciale ultrafelle leds, zoals de Luxeon-led en de X-cree kan de lichtopbrengst met een enkele led behaald worden, met als bijkomend voordeel dat het licht beter gebundeld kan worden.

### Gasontladingslamp
Specialistische zaklampen gebruiken soms ook HID-gasontladingslampen, zoals ook in koplampen van auto's gebruikt worden. Naast de hoge prijs en het hoge energieverbruik is ook een nadeel dat deze lampen een tiental seconden nodig hebben om hun volle sterkte te bereiken.

## Afbeeldingen

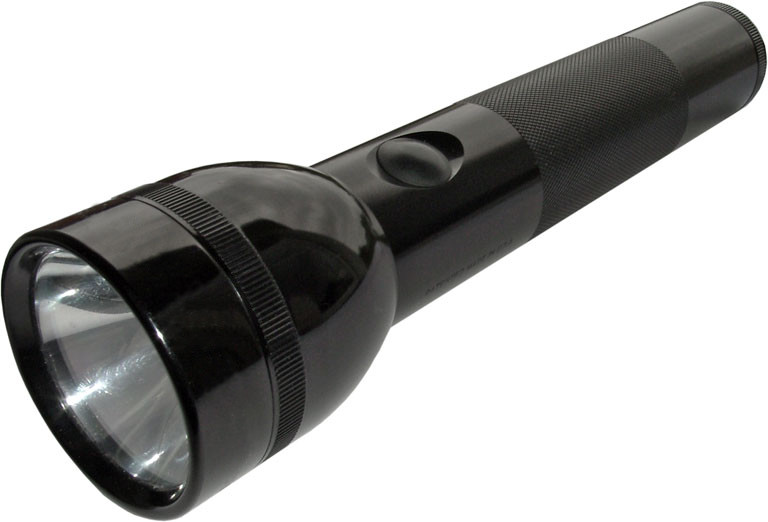
Zaklantaarn
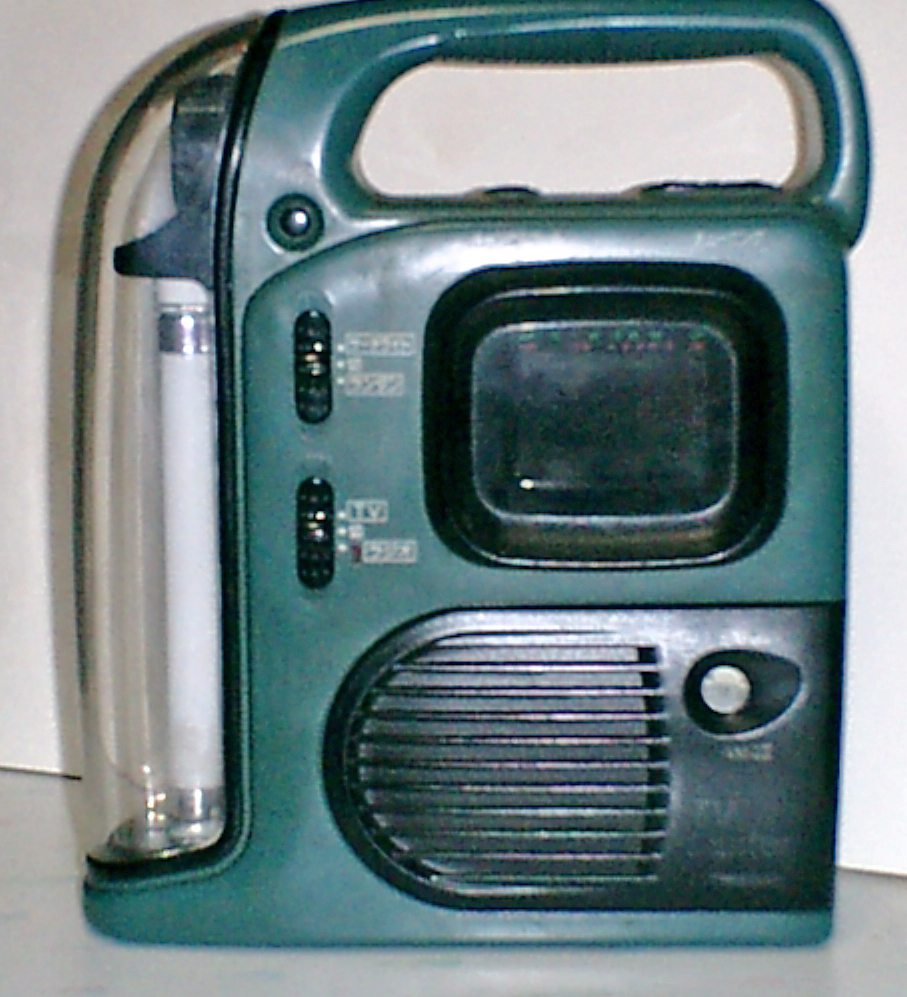
Multi-Light
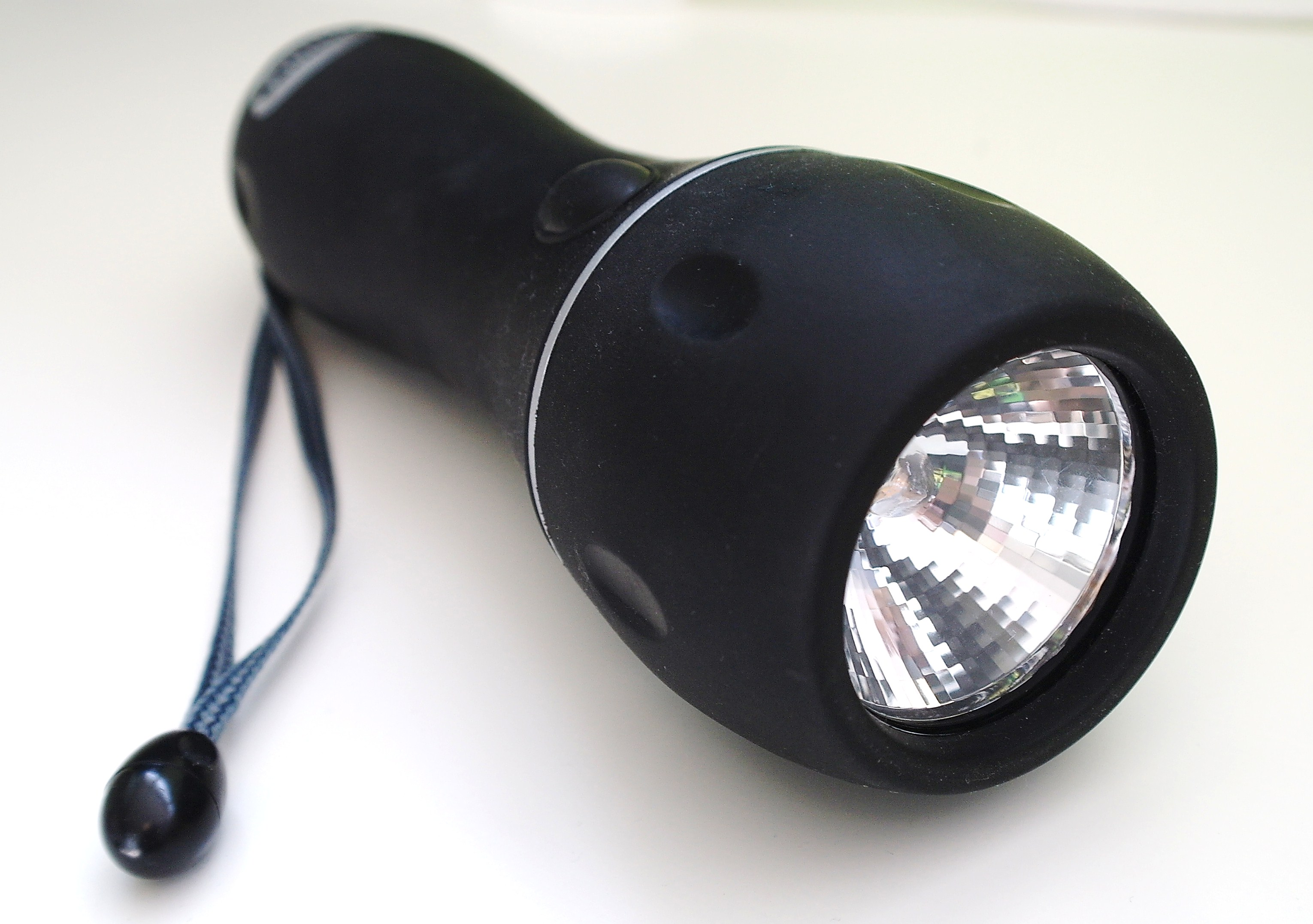
Een moderne zaklantaarn

argandse lamp ·
booglamp ·
carbidlamp ·
CCFL ·
davylamp ·
EEFL ·
elektrodeloze lamp ·
elektronenflitser ·
filmzon ·
flitser ·
fluorescentielamp ·
gaslicht ·
gasontladingslamp ·
gloeilamp ·
halogeenlamp ·
hefnerlamp ·
hogehelderheidsled ·
jablochkoff-kaars ·
kaars ·
kalklicht · 
knijpkat ·
kwiklamp ·
lantaarn ·
ledlamp ·
menglichtlamp ·
metaalhalidelamp ·
natriumlamp ·
neonlamp ·
nernstlamp ·
olielamp ·
petroleumlamp ·
spaarlamp ·
tl-buis ·
xenonlamp ·
zaklantaarn